# 我的兄弟情人
《我的兄弟情人》，是一部泰国同性戀电影。電影主要講述的是兩位同樣缺乏父母關愛的少年，因為父母住在同一屋簷下，相遇相知相惜相戀相守的故事。电影由尼察龐·恰阿努（Nitchapoom Chaianun）执导，提拉帕·洛翰那
（Teerapat Lohanan）與邦沙敦·西賓達主演。

## 制作与发行
电影在2013年拍攝，2014年2月20日舉行首映。電影在泰國北部大城清邁拍攝。

## 反响
2014年12月13日，傳出該片製作團隊正在以全新選角拍攝一個名為《我的兄弟情人系列》（My Bromance พี่ชาย เดอะซีรีส์）的新續集。該續集後來改名為《我的兄弟情人：團圓》。
2016年12月11日，《我的兄弟情人系列》第一季正式於MCOT及LINE TV播映。
2017年2月26日，《我的兄弟情人系列》第一季共十二集已經全部播映完畢，製作公司並已確認將有第二季。